# No Brainer
No Brainer is een nummer van de Amerikaanse DJ Khaled uit 2018, met vocalen van de Canadese zanger Justin Bieber, en de Amerikaanse rappers Chance the Rapper en Quavo. Het is de tweede single van Father of Asahd, het elfde studioalbum van DJ Khaled.
Het was de tweede keer dat DJ Khaled de hulp inriep van Justin Bieber, Chance the Rapper en Quavo. Een jaar eerder scoorde het viertal ook al een monsterhit met "I'm the One". "No Brainer" werd wederom een wereldhit, vooral in Noord-Amerika, op de Britse eilanden, in Oceanië, Scandinavië, Oostenrijk en een aantal Oost-Europese landen. In de Amerikaanse Billboard Hot 100 haalde het nummer de 5e positie, in Canada kwam het zelfs een plekje hoger. In het Nederlandse taalgebied was het nummer iets minder succesvol. In de Nederlandse Top 40 haalde het een bescheiden 17e positie, en in de Vlaamse Ultratop 50 haalde het de 24e positie.